# جيمس أبركرومبي
جيمس أبركرومبي هو محامي وسياسي أمريكي، ولد في 18 فبراير 1792 في مقاطعة هانكوك في الولايات المتحدة، وتوفي في 2 يوليو 1861 في بينساكولا في الولايات المتحدة. نشط حزبياً في حزب اليمين. وقد انتخب عضو مجلس نواب ألاباما ‏ وانتخب عضو مجلس النواب الأمريكي ‏.